# Gabriel Garran
Gabriel Garran est un acteur, réalisateur et metteur en scène français né le 3 mai 1929 à Paris et mort le 6 mai 2022 dans la même ville.

## Biographie

### Un enfant juif sous l'occupation
De son vrai nom Gabriel Gersztenkorn, il est le fils de Pejsach Gersztenkorn et de Myriam Katz, un couple de Juifs polonais qui ont émigré en France durant les années 1920. Son père était tricoteur à façon et ses parents possédaient un petit atelier rue de la Mare, dans le quartier ouvrier de Ménilmontant, où Gabriel grandit. Plus tard, la famille déménage pour s'installer rue François-Miron, dans le quartier du Marais.
Élève brillant, Gabriel accède en septembre 1940 au collège Turgot, en section littéraire. Mais peu après la rentrée scolaire, à la suite de la mise en place de la politique antisémite du régime de Vichy, Gabriel Garran et six autres enfants juifs de sa classe sont exclus de la section littéraire pour être réorientés de force dans la section commerciale.
Le 14 mai 1941, Pejsach Gersztenkorn, le père de Gabriel, fait partie des premiers Juifs raflés de Paris. Emprisonné au camp de Pithiviers, il mourra en déportation au camp d'extermination d'Auschwitz.
Le 16 juillet 1942, sa mère, Myriam, échappe de peu à la rafle du Vél' d'Hiv'.
Pendant ce temps, Gabriel, qui a treize ans, et sa jeune sœur Jeanne sont cachés à Fontenay-sous-Bois au sein d'une famille d'antifascistes italiens. Puis, Gabriel, sa mère, sa sœur, ses deux tantes et son petit cousin entrent dans la clandestinité, passent secrètement la ligne de démarcation et commencent un périple à travers la zone libre, que Gabriel Garran raconte dans son roman autobiographique Géographie française.

### Le théâtre
Après-guerre, Gabriel Garran débute au théâtre par le biais de l'animation, où jeune animateur, il dirige les répétitions du groupe Espoir, mais ne se dit pas encore metteur en scène. Puis il s'inscrit à l'école du Vieux Colombier de Tania Balachova où il met en espace des lectures spectacles.
Gabriel Garran franchit le pas, il vend son appartement, fonde sa première compagnie, Théâtre Contemporain, et s'installe quelques mois au Théâtre du Tertre, avec On ne meurt pas à Corinthe de Robert Merle et Vassa Geleznova de Maxime Gorki.

### Le fondateur du Théâtre de la Commune
Gabriel Garran rédige un projet d'implantation d'un « théâtre populaire » aux portes de Paris. Dès 1961 à Aubervilliers dans la Seine-Saint-Denis, il organise un festival qui se déroule dans le gymnase municipal jusqu'en 1964. Avec l'aide de Jack Ralite, maire-adjoint d'Aubervilliers, il fonde le théâtre de la Commune d'Aubervilliers. La salle des fêtes est choisie pour accueillir le théâtre qui ouvre ses portes le 25 janvier 1965.
En 1971, le théâtre de la Commune, premier théâtre permanent en banlieue et de radicalité contemporaine est promu centre dramatique national. N'étant pas reconduit dans ses fonctions de directeur, Gabriel Garran quitte Aubervilliers et fonde en 1985 le Théâtre international de langue française, TILF, qu'il dirige jusqu'en 2005. Le TILF est un théâtre nomade qui se produit dans des lieux différents : Centre Georges Pompidou, théâtre national de Chaillot, MC93 Bobigny, théâtre de la Tempête, théâtre des Bouffes-du-Nord, et dans des festivals en France et à l'étranger.
En 1993, le TILF s’installe sur le Parc de la Villette au Pavillon du Charolais. Gabriel Garran lui donne pour mission de créer un répertoire reflétant la diversité des trajectoires de la langue française à travers le monde. « Nos rêves sont ceux de la figue, de la mangue, de l'érable et de la calebasse, des aspects de neige et de rivages. »[réf. nécessaire] Des auteurs d'Afrique Noire, du Maghreb et du Québec seront révélés au public français et connaîtront grâce à Gabriel Garran une nouvelle notoriété.
En 2005, Gabriel Garran lance le Parloir Contemporain avec pour axe continu la recherche contemporaine, francophone et féminine et pour objectif le point de rencontre entre littérature, théâtre et poésie.
En novembre 2008, il est renversé par un deux-roues en sortant du théâtre de la Ville. Sorti du coma, il met plusieurs mois à se remettre de ses multiples fractures.
Le 11 février 2014, il est l'invité de Frédéric Mitterrand sur France Inter, à l'occasion de la parution de son récit autobiographique Géographie française.
Toutes les archives de Gabriel Garran concernant la création et la vie du TILF sont conservées à la Bibliothèque francophone multimédia de Limoges.

## Filmographie

### Cinéma

#### Assistant réalisateur
- 1962 : Adieu Philippine, film de Jacques Rozier
- 1962 : Janine, court métrage de Maurice Pialat

#### Réalisateur
- 1983 : Brûler les planches

#### Acteur
- 2016 : Rappelle-toi de Xavier Durringer (téléfilm)[6]

## Théâtre

### Metteur en scène
- 1957 : Amphitryon 57 d'Herbert Le Porrier, théâtre de Lutèce
- 1958 : On ne meurt plus à Corinthe de Robert Merle
- 1959 : Vassa Geleznova de Maxime Gorki, théâtre du Tertre
- 1961 : La Tragédie optimiste de Vsevolod Vichnevski, Festival d'Art dramatique d'Aubervilliers
- 1962 : Baby foot de Robert Soulat, théâtre de Poche Montparnasse
- 1962 : L'Étoile devient rouge de Seán O'Casey, théâtre de la Commune, théâtre Récamier
- 1963 : Charles XII d'August Strindberg, Festival d'Art dramatique d'Aubervilliers
- 1964 : Coriolan de William Shakespeare, Festival d'Art dramatique d'Aubervilliers

#### Théâtre de la Commune
- 1965 : Andorra de Max Frisch, théâtre Antoine
- 1965 : Les Chiens de Tone Brulin
- 1966 : L'Instruction de Peter Weiss
- 1967 : L'Opéra noir de Gabriel Cousin
- 1967 : Le Marchand de glace est passé d'Eugene O'Neill
- 1967 : Les Visions de Simone Machard de Bertolt Brecht
- 1968 : Ma déchirure de Jean-Pierre Chabrol
- 1969 : Off limits d'Arthur Adamov
- 1969 : Le Distrait de Jean-François Regnard
- 1970 : Comment Monsieur Mockinpott fut libéré de ses tourments de Peter Weiss, Maison de la Culture de Grenoble
- 1971 : Henri VIII de William Shakespeare
- 1971 : Auguste Auguste, Auguste de Pavel Kohout
- 1972 : La Bouche de Serge Ganzl[7], Festival d'Avignon
- 1973 : Liolà de Luigi Pirandello
- 1973 : Le Quichotte Chevalier d'errance d'après Miguel de Cervantes, Festival d'Avignon, théâtre Gérard-Philipe
- 1974 : Les Vampires de Serge Ganzl, Le Grenier de Toulouse
- 1976 : Le Rire du fou de Gabriel Garran
- 1976 : Quatre à quatre de Michel Garneau, théâtre national de Chaillot
- 1977 : Le Météore de Friedrich Dürrenmatt
- 1977 : Coriolan de William Shakespeare, Festival d'Avignon
- 1978 : Le Pavillon Balthazar de Reine Bartève, Petit Odéon
- 1979 : Platonov d'Anton Tchekhov, théâtre de Nice
- 1979 : Vingt minutes avec un ange - Anecdotes provinciales d'Alexandre Vampilov, Festival d'Avignon
- 1980 : À cinquante ans elle découvrait la mer de Denise Chalem, Petit Odéon, TNP Villeurbanne
- 1981 : Histoires de la forêt viennoise d'Ödön von Horváth
- 1981 : Théâtre-portrait de Max Frisch de Max Frisch, Centre Georges Pompidou
- 1982 : Propos de petit-déjeuner à Miami de Reinhard Lettao
- 1983 : Noce d'Elias Canetti
- 1983 : Émilie ne sera plus jamais cueillie par l'anémone d'après Emily Dickinson, Festival d'Avignon

#### TILF
- 1985 : Je soussigné cardiaque de Sony Labou Tansi, théâtre national de Chaillot
- 1986 : L'Homme gris de Marie Laberge, MC93 Bobigny, Petit Marigny
- 1987 : La Fille des dieux d'Abdou Anta Ka, théâtre Tristan-Bernard
- 1988 : Nuit d'amour de Patrick Delperdange et Anita Van Belle, théâtre 13
- 1989 : Le Bal de N'dinga de Tchicaya U Tam'si, théâtre de la Tempête, théâtre des Bouffes-du-Nord, théâtre Antoine
- 1989 : Aurélia Steiner de Marguerite Duras, théâtre de l'Odéon
- 1989 : Le Destin Glorieux du Maréchal Nikkon Nikku de Tchicaya U'Tamsi, Salle Boris Vian - Parc de la Villette
- 1990 : Fragments d’une lettre d’adieu lus par des géologues de Normand Chaurette, Salle Boris Vian - Parc de la Villette
- 1991 : Les jours se traînent, les nuits aussi de Léandre-Alain Baker, Studio des Champs-Élysées
- 1992 : Le Silence du quatuor Conrad de Claude Delarue, théâtre Hébertot
- 1993 : Les filles du 5, 10, 15 Cents de Abla Farhoud, Pavillon du Charolais, théâtre des Carmes Festival d'Avignon
- 1993 : Cahier d'un retour au pays natal de Aimé Césaire, Pavillon du Charolais
- 1995 : Ahmed Bouffetout de Yacoub Abdellatif, Pavillon du Charolais, théâtre des Carmes Festival d'Avignon
- 1997 : Bintou de Koffi Kwahulé, Pavillon du Charolais
- 1997 : Le Faucon de Marie Laberge, théâtre Déjazet
- 1998 : Jour de silence à Tanger de Tahar Ben Jelloun
- 1999 : Un barrage contre le Pacifique de Marguerite Duras, théâtre Antoine en 2000
- 2001 : Le Ventriloque de Larry Tremblay
- 2002 : Prodige de Nancy Huston
- 2003 : Trente ans à peine de Jean-Claude Carrière, théâtre de Poche - Genève, Pavillon du Charolais
- 2004 : L'Homme poubelle de Matei Vișniec

#### Parloir Contemporain
- 2004 : Les Enfants des héros de Lyonel Trouillot, théâtre du Lucernaire
- 2006 : Conversations après un enterrement de Yasmina Reza, théâtre Antoine
- 2007 : Louis Jouvet-Romain Gary 1945-1951 et Tulipe ou la Protestation de Romain Gary, théâtre Vidy-Lausanne
- 2010 : Louis Jouvet-Romain Gary 1945-1951 et Tulipe ou la Protestation de Romain Gary, théâtre de la Commune
- 2011 : Les retrouvailles de Arthur Adamov, Théâtre de La Tempête
- 2012-2013 : Je serai abracadabrante jusqu'au bout d'après le journal de Mireille Havet, Théâtre de La Tempête, Maison de l'Arbre /Armand Gatti

## Publication
- Géographie française, Flammarion, 2014.